# Accordo provvisorio del Sinai
L'accordo provvisorio del Sinai, noto anche come accordo Sinai II, è stato un accordo diplomatico firmato da Egitto e Israele il 4 settembre 1975, con l'intento di risolvere pacificamente le controversie territoriali tra i due paesi. La cerimonia della firma ebbe luogo a Ginevra.
L'accordo affermava che i conflitti tra i paesi "non saranno risolti con la forza militare ma con mezzi pacifici". Chiedeva anche "un ulteriore ritiro nel Sinai e una nuova zona cuscinetto delle Nazioni Unite". Pertanto, l'accordo rafforzò l'impegno di Israele e dell'Egitto a rispettare la risoluzione 338 delle Nazioni Unite e rafforzò le relazioni diplomatiche tra Egitto, Israele e Stati Uniti.
Lo scopo di questo accordo, agli occhi degli egiziani, era quello di riconquistare attraverso la diplomazia quanto più possibile della penisola del Sinai (che era stata occupata da Israele dal 1967). Sebbene l'accordo avesse rafforzato le relazioni dell'Egitto con il mondo occidentale, ridusse le sue relazioni con gli altri membri della Lega araba (in particolare la Siria e l'Organizzazione per la Liberazione della Palestina).